# Wilhelm Hahnemann
Wilhelm Hahnemann (Bécs, 1914. április 14. – Bécs, 1991. augusztus 23.) osztrák és német válogatott osztrák labdarúgó, csatár, edző.

## Pályafutása

### Klubcsapatban
Az SR Donaufeld csapatában kezdte a labdarúgást, 1934 és 1941 között az Admira Wien, a második világháborút követően a Wacker Wien labdarúgója volt 1950-es visszavonuláság. Hat osztrák bajnoki címet és három osztrák kupa-győzelmet ért el. Az 1935–36-os idényben a bajnokság gólkirálya lett.

### A válogatottban
1935 és 1937 között kilenc alkalommal szerepelt az osztrák válogatottban és két gólt szerzett. Az Anschluss után 1938 és 1941 között 23 alkalommal szerepelt a német válogatottban és 16 gólt ért el. Részt vett az 1938-as franciaországi világbajnokságon német színekben. 1946 és 1948 között ismét az osztrák válogatottban játszott. 14 mérkőzésen lépett pályára és két gólt szerzett. Az osztrák válogatottban összesen 23 találkozón játszott és négy gólt ért el. 1948-ban a londoni olimpián részt vett az osztrák válogatottal.

### Edzőként
1952–53-ban a First Vienna, 1953 és 1955 között a nyugatnémet SpVgg Greuther Fürth vezetőedzője volt. 1955 és 1967 között - két idényt leszámítva - Svájcban tevékenykedett. 1955 és 1958 között Grasshopper szakmai munkáját irányította. Az 1955–56-os idényben bajnokságot és svájci kupát nyert a csapattal egyszerre. Az 1958–59-es és az 1961–62-es idényben az FC Biel-Bienne, majd az 1966–67-es szezonban a FC Lausanne-Sport vezetőedzője volt.

## Sikerei, díjai

### Játékosként
Admira Wien
- Osztrák bajnokság
  - bajnok: 1931–32, 1933–34, 1935–36, 1936–37, 1938–39, 1946–47
  - gólkirály: 1935–36
- Osztrák kupa
  - győztes: 1932, 1934, 1947
- Közép-európai kupa
  - döntős: 1934

### Edzőként
Grasshopper
- Svájci bajnokság
  - bajnok: 1955–56
- Svájci kupa
  - győztes: 1956